# Pared con pared
Pared con pared és una pel·lícula espanyola de comèdia romàntica dirigida per Patrícia Font i escrita per Marta Sánchez. És una nova versió de la pel·lícula francesa Un peu, beaucoup, aveuglément, la idea original del qual va ser concebuda per Lilou Fogli. És protagonitzada per la cantant Aitana Ocaña i Fernando Guallar. Es va estrenar a Netflix el 12 d'abril de 2024 a escala mundial.

## Trama
Conta la història d'una jove pianista (Aitana) que s'instal·la en el seu nou apartament i es prepara per a una audició molt important per a la seva carrera. El seu veí (Fernando Guallar) és un creador de jocs que necessita silenci absolut per a treballar. Només una prima paret separa a aquests protagonistes que hauran d'aprendre a conviure.

## Repartiment
- Aitana com a Valentina
- Fernando Guallar com a David
- Natalia Rodríguez com a Carmen
- Adam Jezierski com a Nacho
- Paco Tous com a Sebas
- Miguel Ángel Muñoz com a Óscar

## Producció
El 9 de maig de 2022, es va anunciar que el rodatge del llargmetratge Tras la pared, nova versio de la pel·lícula francesa Un peu, beaucoup, aveuglément, havia començat a Madrid sota la direcció de Patrícia Font, amb la cantant Aitana (en el seu primer paper cinematogràfic com a protagonista) i Fernando Guallar com a protagonistes. A la fi de juny de 2022, es va anunciar que el rodatge havia acabat. El gener de 2024, es va anunciar el nom de la pel·lícula havia canviat a Pared con pared.

## Llançament i màrqueting
El 21 de febrer de 2024, gairebé dos anys després de l'inici del seu rodatge, Netflix va anunciar que Pared con pared s'estrenaria a la seva plataforma el 12 d'abril de 2024.